# Mimochroa olivescens
Mimochroa olivescens là một loài bướm đêm trong họ Geometridae.